# 2023 aux États-Unis
Chronologie des États-Unis
- 2019
- 2020
- 2021
- 2022
- 2023
- 2024
- 2025
- 2026
- 2027

 2021 par pays en Amérique — 2022 par pays en Amérique — 2023 par pays en Amérique — 2024 par pays en Amérique — 2025 par pays en Amérique
Cette page concerne des événements qui se sont produits durant l'année 2023 du calendrier grégorien aux États-Unis.

## Événements

### Janvier
- 3 janvier : Le 118e congrès des États-Unis est inauguré sous la présidence de Joe Biden.
- 7 janvier : Kevin McCarthy est élu président de la Chambre des représentants.
- 10 janvier : 80e cérémonie des Golden Globes à Los Angeles.
- 11 janvier : panne du système de la Federal Aviation Administration.
- 21 janvier : fusillade de Monterey Park en Californie.
- 27 janvier : début des manifestations consécutives à la mort de Tyre Nichols.

### Février
- 3 février : après le déraillement d'un train transportant du chlorure de vinyle près d'East Palestine, dans l'État d'Ohio, les résidents sont évacués pour des raisons de santé liées au brûlage contrôlé qui a suivi.
- 4 février : un ballon chinois est abattu par un missile américain au-dessus de l'océan Atlantique.
- 5 février : 65e cérémonie des Grammy Awards à Los Angeles.
- 12 février : Super Bowl LVII  à Glendale (Arizona).

### Mars
- Â partir du 8 mars : faillite de plusieurs banques dont la Silicon Valley Bank.
- 12 mars : 95e cérémonie des Oscars à Los Angeles.
- 24 au 26 mars : au moins 25 personnes sont tuées dans des tempêtes et une tornade dans les États du Mississippi et l'Alabama[1].
- 27 mars : une fusillade dans une école à Nashville (Tennessee) fait six morts, dont trois enfants.
- 30 mars : deux hélicoptères Sikorsky HH-60 Pave Hawk entrent en collision en vol au-dessus de Fort Campbell (en) dans l'État du Kentucky, neuf personnes sont tuées.
- 31 mars au 1er avril : le passage d'une tornade dans les États de l'Arkansas et de l'Illinois provoque 26 morts et au moins 90 blessés[2].

### Avril
- 10 avril : une fusillade à Louisville (Kentucky) fait cinq morts.
- 15 avril : la fusillade de Dadeville (Alabama) fait au moins quatre morts

### Mai
- 6 mai : fusillade du centre commercial d'Allen au Texas.
- 2 mai : début de la grève de la Writers Guild of America.

### Juin
- Du 1er juin au 18 juin : 77e édition des Finales de la NBA.
- 6 juin : fusillade de Richmond en Virginie.
- 12 juin : les États-Unis annoncent vouloir réintégrer l'Unesco et payer leurs arriérés de cotisations[3].
- 27 juin : dans une décision, la Cour suprême déclare que la clause électorale ne donne pas aux législatures des États le pouvoir exclusif sur les élections, rejetant la théorie de la législature indépendante des États[4].
- 29 juin : la Cour suprême décide que la race ne peut plus être considérée comme un facteur d'admission à l'université, mettant ainsi fin à l'action positive dans l'enseignement supérieur ; le tribunal a également statué que les considérations raciales étaient toujours autorisées pour les admissions à l'académie militaire[5].

### Juillet
- 14 juillet : début de la grève SAG-AFTRA .

### Août
- 9 août : à Hawaï, des incendies font plus de 110 morts sur l'île de Maui, brûlant une grande partie de la ville de Lahaina.
- 26 août : trois personnes sont tuées dans une fusillade de masse à caractère raciste dans un magasin de Jacksonville, en Floride. L'auteur, qui s'est suicidé après l'attaque, avait publié un manifeste contre les Noirs[6].
- 28 août au 10 septembre : 139e édition de l'US Open de tennis à Flushing Meadows.
- 30 août : l'ouragan Idalia touche la Floride.

### Septembre
- 28 août au 10 septembre : 139e édition de l'US Open de tennis.
- 27 septembre : fin de la grève de la Writers Guild of America.

### Octobre
- 3 octobre : destitution de Kevin McCarthy, président de la Chambre des représentants (speaker).
- 15 octobre : un homme blanc de 71 ans poignarde mortellement un enfant de 6 ans et sa mère en raison de leur foi en l'islam[7].
- 16 octobre : Gavin Newsom, gouverneur de Californie, instaure l'alerte Ebony pour les enfants noirs portés disparus[8].
- 25 octobre :
  - Mike Johnson est élu président de la Chambre des représentants ;
  - des fusillades à Lewiston (Maine) tuent au moins moins 18 personnes.

### Novembre
- 23 novembre : l'explosion d'une voiture au poste frontière du pont Rainbow à Niagara Falls (État de New York) tue deux suspects à bord du véhicule et blesse un agent des douanes.

#### Articles sur l'année 2023 aux États-Unis
- Pandémie de Covid-19 aux États-Unis
- Interdiction de livres aux États-Unis depuis 2021

#### L'année sportive 2023 aux États-Unis
- Saison NBA 2022-2023
- Saison NBA 2023-2024
- Playoffs NBA 2023
- Finales NBA 2023
- Draft 2023 de la NBA
- Championnat NCAA de basket-ball 2023
- Super Bowl LVII
- Draft 2023 de la NFL
- Championnat NCAA de football américain 2023
- Major League Soccer 2023
- Championnat des États-Unis féminin de soccer 2023
- Gold Cup 2023
- Campeones Cup 2023
- Saison 2023 de la Major League Rugby
- 500 miles d'Indianapolis 2023
- NASCAR Cup Series 2022
- IndyCar Series 2023
- Grand Prix automobile des États-Unis 2023
- 24 Heures de Daytona 2023
- Grand Prix moto des Amériques 2023
- US Open de tennis 2023
- Tournoi de tennis d'Indian Wells (ATP 2023)
- Tournoi de tennis d'Indian Wells (WTA 2023)
- Tournoi de tennis de Miami (ATP 2023)
- Tournoi de tennis de Miami (WTA 2023)

#### L'année 2023 dans le reste du monde
- L'année 2023 dans le monde
- 2023 par pays en Amérique, 2023 au Canada, 2023 au Québec, 2023 au Mexique
- 2023 en Europe, 2023 dans l'Union européenne, 2023 en Belgique, 2023 en France, 2023 en Italie, 2023 en Suisse
- 2023 en Afrique • 2023 par pays en Asie • 2023 par pays en Océanie
- 2023 aux Nations unies
- Décès en 2023